# Zygmunt Ciota
 Zygmunt Ciota (ur. 1949 w Gryficach) – polski elektronik, którego zainteresowania naukowe obejmują elektroniczne układy analogowo-cyfrowe, od przyrządów półprzewodnikowych pracujących w układach przełączających do systemów scalonych wielkiej skali integracji, profesor Politechniki Łódzkiej.

## Życiorys
W 1973 roku ukończył studia na Wydziale Elektrycznym Politechniki Łódzkiej. W 1984 roku uzyskał stopień doktora nauk technicznych, a w 1996 – stopień doktora habilitowanego w zakresie elektroniki. Nominację profesorską otrzymał w roku 2012.
Od roku 1982 pracuje w Politechnice Łódzkiej, początkowo w Instytucie Elektroniki, a od grudnia 1996 roku w Katedrze Mikroelektroniki i Technik Informatycznych, gdzie pełni funkcję zastępcy kierownika Katedry.
Jest autorem lub współautorem ponad 100 publikacji naukowych, w tym 4 monografii. Przebywał na stażach naukowych we Włoszech, Francji, Finlandii oraz Belgii. Kierował kilkoma grantami KBN, uczestniczył w międzynarodowych programach naukowo – badawczych. Jest członkiem wielu stowarzyszeń naukowych, m.in. Institute of Electrical and Electronics Engineers -IEEE, International Microelectronics Assembly and Packaging Society – IMAPS Polska, Sekcji Mikroelektroniki Komitetu Elektroniki i Telekomunikacji PAN. Przewodniczący Polish EDS Chapter IEEE oraz edytor "EDS Newsletter" na Skandynawię i Europę Centralną.
W 1995 roku otrzymał Srebrny Krzyż Zasługi, a w roku 2005 Złoty Krzyż Zasługi.